# Ismail Erel
Ismail Erel (* 15. September 1971 in Bursa, Türkei) ist ein deutsch-türkischer Enthüllungsjournalist. Er ist seit September 2017 Deutschland-Chef der Erdoğan-nahen türkischen Regierungszeitung Sabah. 

## Leben

### Jugend und Studium
Ismail Erel kam als Kleinkind nach Deutschland und wuchs in Sinzig (Rheinland-Pfalz) auf. Nach seinem Abitur studierte Erel an der Selçuk Universität zu Konya Germanistik. Dort übersetzte er in seiner Freizeit für eine regionale türkische Zeitung Berichte aus deutschen Zeitungen.

### Journalismus
Nach seinem Studium arbeitete Erel kurze Zeit als freier Journalist. Zwischen 1995 und 1996 war er bei der Europaausgabe der türkischen Tageszeitung Zaman als Volontär tätig. 1996 wechselte er zur Tageszeitung Sabah, wo er bis Ende 1999 als Chefreporter arbeitete. Ende 1999 ging Erel zu Hürriyet, der damals auflagenstärksten türkischen Zeitung. Bis Ende 2008 war Erel Redaktionsleiter der Hürriyet. Zwischen 2008 und Ende 2014 arbeitete er als stellvertretender Chefredakteur bei Sabah. Seit 2013 war er stellvertretender Chefredakteur der Europa-Ausgabe  und seit 2021 auch Deutschlandchef der Zeitung.
Neben Interviews über einen türkischen Doppelagenten, Berichten über den türkischen Spendenskandal sowie über die NSU-Mordserie, schrieb Erel hauptsächlich über Themen in Deutschland. Über die Serienmorde schrieb er bis zur Aufdeckung.
Erel hatte auch das „Türkisch-Verbot“ in Rastatter Schulen aufgedeckt.
Die Geschichte über das Zivilcourage-Opfer Tuğçe Albayrak schrieb Erel für die Bild-Zeitung. Später schrieb Erel das Buch „Tuğçe-Ein Schicksal bewegt Deutschland“. Das Buch erzählt aus der Perspektive der Mutter Tuğçes Leben und die letzten Tage im Krankenhaus. Das Vorwort zum Buch schrieb Kai Diekmann.

### Klagen
Mit seiner Klage vor dem Bundesverfassungsgericht erreichte Erel eine Neuauflage des Akkreditierungsverfahrens im NSU-Prozess. Bei dem ersten Verfahren waren alle türkischen Medien leer ausgegangen. Nachdem auch seine Zeitung Sabah leer ausging, zog Erel zusammen mit dem Verlag vor das Bundesverfassungsgericht und bekam Recht.

### Hausdurchsuchung
Im Mai 2023 wurde Erel vorübergehend festgenommen und seine Wohnung wegen des Verdachts „des gefährdenden Verbreitens personenbezogener Daten“ durchsucht. Die türkische Regierung protestierte und bestellte den deutschen Botschafter ein.

## Auszeichnungen
Erel wurde 2019 von der Europäischen Union der Türkischen Journalisten zum „Journalisten des Jahres“ gewählt.